# Hatvannégy Vármegye Ifjúsági Mozgalom
A Hatvannégy Vármegye Ifjúsági Mozgalom (röviden: HVIM) nemzeti radikális, szélsőjobboldali ifjúsági szervezet. A HVIM jelszavai: „Hit, hűség, bátorság”. Jelképe az országalma.

## Története
A mozgalmat 2001-ben Toroczkai László alapította. Nevét a Trianon előtti Magyarország (Horvátország nélküli) közigazgatási beosztásáról kapta, ami leegyszerűsítve 63 vármegyéből és a Magyar tengermellékből (Fiume) állt.
A mozgalom elnöke 2006. október 28. óta Zagyva György Gyula. Elődje, Toroczkai László 2006. október 6-án jelentette be lemondását a tisztségről az őt ért támadások után, amelyek az MTV-székház ostroma miatt érték. Toroczkai Lászlót a közgyűlés a HVIM tiszteletbeli elnökének választotta.
A HVIM gondozásában jelenik meg 2003 februárja óta a Magyar Jelen című hetilap is, ám kiadása 2005 áprilisa és 2007 februárja között szünetelt.

### Az elnevezés eredete

A Magyar Királyság vármegyéinek térképe (Magyarország, Horvátország és Szlavónia), 1886-1918

A Hatvannégy Vármegye kifejezés egy, a trianoni diktátum után keletkezett leegyszerűsítés eredménye.
1918 előtt Magyarországon 90 törvényhatóság működött: 63 vármegye (1881-től), Budapest székesfőváros, 25 további törvényhatósági jogú város, végül a sajátos jogállású és földrajzi fekvésű Fiume város és kerülete.
Az egyszerűsítés során a Magyarország területén lévő törvényhatósági jogú városokat és Budapestet azon megyék részének tekintik, melynek területén azok feküdtek. Mivel Fiume város és kerülete Magyarországtól földrajzilag elszigetelten állt, egyetlen magyar vármegyével sem volt szomszédos, ezért külön, 64. vármegyeként kezelik.
E felfogás Trianon után eléggé elterjedt, például a szegedi Dóm téren látható, az 1920-as évekből való címerábrázolások is ezt követik.

## Tevékenységük
- Szegeden, 2001. április 21-én Toroczkai László megalapítja a Hatvannégy Vármegye Ifjúsági Mozgalmat (HVIM). Az alapító a Mozgalom jelszavául a „Lelkünk Istene a szabadság!” mondatot választotta.
- A Mozgalom 2001. május 16-án, Budapesten, a Magyarok Házában tartotta bemutatkozó sajtótájékoztatóját, ahol Toroczkai László bemutatta a HVIM által kidolgozott Új Évezred-Új Békeszerződés elnevezésű tanulmányt.
- A HVIM 2001. augusztus 17-18-19-én megtartotta az I. Összmagyar Nemzeti Ifjúsági Találkozót (a későbbi Magyar Szigetet) a Kismaros és Verőce között fekvő egykori KISZ táborban. A rendezvényen mintegy 100–150 fiatal vett részt az egész Kárpát-medence területéről. A találkozón számos közéleti személy fellépett, többek között Dévai Nagy Kamilla, Bethlen Farkas, Szakács Gábor, Lakatos Pál, Bethlen Gábor és a szabadkai Robertino Knjur, a szerbiai Otpor (Ellenállás) egyik vezetője is.
- 2001. november 10-én a Mozgalom tiltakozó demonstrációt tartott a budapesti román nagykövetség előtt a romániai magyarokat ért atrocitások (a verespataki magyar épületek lerombolása, a magyarországi tankönyvek elleni rendőrségi hajsza és az ártatlanul bebörtönzött kézdivásárhelyiek ügye) miatt. A tüntetésen több százan vettek részt. A követségnél összegyűlt tömeg előtt Kurucz István (Kolozs vármegyéből) elszavalta Reményik Sándor Templom és iskola című versét, majd Toroczkai László mondott beszédet. A HVIM elnöke végül átadta a mozgalom petícióját Petru Kordos, román nagykövetnek. A tüntetést követő napon a román külügyminisztérium nyugtalanságának adott hangot amiatt, hogy „Magyarországon olyan – a két világháború közötti időszakra jellemző – mozgalmak bukkannak fel ismét, amelyek jellegüknél és céljaiknál fogva veszélyeztetik Európa stabilitását és károsan befolyásolják a román–magyar kapcsolatokat.” A bukaresti külügyminisztérium közleménye szerint „revizionista, szélsőségesen nacionalista jellegű” tüntetés zajlott a román nagykövetség épülete előtt.
- 2002. február 9-én Budapesten, a Magyarok Házában került sor a Hatvannégy Vármegye Ifjúsági Mozgalom első Közgyűlésére. A gyűlés résztvevői elfogadták az Alapszabályt és megválasztották a mozgalom 11 tagú elnökségét. Elnöknek a HVIM alapítóját, Toroczkai Lászlót, tiszteletbeli elnöknek Mauer Oszkárt választották.
- 2002. február 23-án a Mozgalom Szlovákia Nagykövetsége előtt tiltakozó demonstrációt tartott a szlovák parlament által – a státusztörvény ürügyén – elkövetett magyarellenes kirohanások, valamint a felvidéki nemzettársainkat megfélemlíteni akaró szlovák politikai erők ellen, illetve a Beneš-dekrétumok eltörlése és magyar nemzetiségű felvidéki katolikus püspök kinevezése ügyében. Beszédet mondott Lészkó Károly, az ifjúsági mozgalom felvidéki elnöke, Toroczkai László országos elnök és Mauer Oszkár tiszteletbeli elnök. A tüntetést követően a szlovák külügyminisztérium csodálkozásának adott hangot és követelte, hogy a magyar kormány határolódjon el a Mozgalomtól.
- 2002. március 24-én útnak indult Csángóföldre a HVIM által összegyűjtött adomány.
- 2002. május 4-én tizenötmillió magyar egységéért tüntetett a Hatvannégy Vármegye Ifjúsági Mozgalom a Kossuth téren. Toroczkai László, a mozgalom elnöke Medgyessy Péter szocialista miniszterelnök-jelölt azon kijelentésére utalva, miszerint tízmillió magyar miniszterelnöke kíván lenni azt mondta: „úgy kell éreznünk, hogy aki ezt mondta, lélekben is tízmillió magyar miniszterelnöke kíván lenni”.

A Rákóczi-lovasszobor körüli területet megtöltő, többezres tömeg előtt Toroczkai László kijelentette: ha mind a 15 millió magyarnak szavazati joga lenne, elsöprő erővel győzött volna a nemzeti jobboldal.
- 2002. június 4-én Budapesten a HVIM megtartotta első Trianonra emlékező fáklyás felvonulását a francia, a jugoszláv, a román és a szlovák nagykövetség érintésével. A többezres tömeg a Regnum Marianum-kereszttől indult, majd Franciaország és Szerbia követsége előtt megállva, végigvonult a Dózsa György úton.
- 2002. június 4-én a fáklyás felvonulásról hazafelé tartó, korábban a szlovák követség előtt beszédet mondó Lészkó Károly (a HVIM felvidéki elnöke) útlevelét a szlovák határőrök széttépték, s kijelentették, hogy „nem mehet vissza többé Budapestre a fasiszta barátaihoz”.
- 2002. augusztus 14–18. között került megrendezésre a II. Magyar Sziget fesztivál, amely immár a legnagyobb kárpát-medencei nemzeti ifjúsági fesztivállá nőtte ki magát. Olyan közéleti személyiségek jelentek meg, mint Beregszászi Olga, Bencsik András, Bayer Zsolt, Haeffler András, illetve ott voltak a legnépszerűbb együttesek közül az EDDA, Dévai Nagy Kamilla és tanítványai, a Kormorán (együttes), a Magozott Cseresznye és sokan mások.
- 2002. szeptember 12-én Csíkszereda főterén a nagyszámú járókelő szeme láttára civil ruhás nyomozók és egyenruhás rendőrök megtámadták és életveszélyesen megfenyegették a HVIM négy tagját, helyi szervezete elnökét súlyosan bántalmazták.
- 2002. október 6-án a HVIM részt vett az aradi szentmisén, majd a több tucat vármegyés tag fegyelmezett sorokban átvonult a vesztőhelyre és a hivatalos megemlékezés keretén belül a Mozgalom vezetői elhelyezték a 64 magyar kokárdával ékesített koszorút az aradi vértanúk emlékművén. A koszorúzást követően néhány balliberális lap hazugságokkal árasztotta el olvasóit, azt állítva, hogy a HVIM tagjai megzavarták a rendezvényt, s kifütyülték a beszédet mondó Szili Katalin házelnököt. A Mozgalom emiatt pert indított a Népszabadság napilap ellen, a pert később a HVIM megnyerte.
- 2002. december 15-én a HVIM tiltakozó demonstrációt tartott Budapesten a Károlyi Mihály-szobornál közösen a Magyarok Világszövetségével és a Jobbik Magyarországért Mozgalommal. A tüntetésen több mint tízezren vettek részt. A megmozdulással jelezni kívánták mélységes felháborodásukat annak kapcsán, hogy a Magyar Köztársaság miniszterelnöke, valamint kormányának több tagja részt vett az Adrian Năstase román kormányfő által Budapesten rendezett fogadáson, ahol az 1918. december elsején román szeparatista erők által összehívott gyulafehérvári román nagygyűlés határozatát, valamint Erdély kirablását és leigázását ünnepelték.
- 2002 decemberében Toroczkai László Kanadában járt, ahol a Torontói Magyar Központ (a nyugati magyar emigrációi legnagyobb kulturális központja) színültig telt Petőfi-termében tartott előadást.
- 2003 februárjában a HVIM gyűjtést indított a leukémiás székelyudvarhelyi lány, Török Noémi megsegítésére. A bukaresti kórházban kezelt 17 éves lányon a gyógyulás érdekében csontvelő átültetést kellett volna végrehajtani. A Mozgalom több hónapos munkával, gyűjtéssel közadakozásból összesen több mint 1,6 millió forinttal tudta a családot segíteni. Török Noémi a segítség ellenére, kb. egy évvel később elhunyt.
- 2003 februárjában látott napvilágot Magyarországon a Magyar Jelen című országos hetilap első száma, melynek Toroczkai László volt a főszerkesztője és kiadója, kezdetben a Kanadában élő Szakállas Attilával közösen, majd 2004-től egyedül.
- 2003. március 8-án a Mozgalom megtartotta első utcai demonstrációját az elszakított területeken. A második világháború óta ez volt az egyik legerőteljesebb, mondhatni úttörő jellegű, a magyarok jogaiért kiálló köztéri demonstráció a Szerbiához került területeken. A HVIM bejelentett tüntetést szervezett a szabadkai magyar főkonzulátus épülete elé. A mintegy 4–500 (rendőrségi források szerint 300) résztvevőt Mauer Oszkár köszöntötte, majd elmondta, hogy petíciót szeretnének átadni a konzulátus munkatársainak, amelyben megfogalmazzák aggályaikat a vízumkényszerrel kapcsolatban, s kérdéseikre megoldást várnak. Ezt követően Újhelyi Zoltán a mozgalom délvidéki elnöke szólalt fel, aki kifejezte aggodalmát a magyar kormány magatartása iránt, amelyet a státustörvénnyel kapcsolatban tanúsít. A felszólalók után, a tömeg átvonult a Lenin-parkból a konzulátus épülete elé, ahol átadták Pető János konzulnak a petíciót, a tömeg elénekelte a magyar és a székely himnuszt. A megmozdulás a szabadkai csarnokban ért véget, ahol mintegy ezer ember előtt mondott Toroczkai László gyújtó hangú beszédet, majd a Beatrice csapott a húrok közé. A tüntetésen kisebb atrocitás történt, miután szerbek egy csoportja megtámadta a tömegtől elszakadt ötfős magyar társaságot, akiktől erőszakkal elvették a magyar zászlóikat is.
- 2003. május 10-én a Hatvannégy Vármegye Ifjúsági Mozgalom, a Magyar Föderalista Párt, valamint a Magyarok Világszövetsége Szlovákiai Országos Tanácsa tüntetést szervezett a magyarok jogaiért és a Beneš-dekrétumok ellen a felvidéki Komárom városában.
- 2003. június 4-én a trianoni diktátum aláírásának napján a Mozgalom mintegy ötezer fő részvételével megtartotta második fáklyás felvonulását, ugyancsak az utódállamok követségének érintésével. A külképviseletek azonban ebben az évben már nem vették át a szervezet petícióit.
- 2003. augusztus 11–16. között zajlott a III. Magyar Sziget, amelyen mintegy ötezer fiatal vett részt. A több tucat előadó és zenekar közül néhányan, a teljesség igénye nélkül: Herczeg Flóra, Berecz András, Bethlen Farkas, Kiszely István (antropológus), Born Gergely, Kocsis István (író), Kiss Dénes, Borbély Imre, Csáky Zoltán filmrendező, Molnos Angéla, Szentesi Zöldi László, Csath Magdolna, Bakay Kornél, illetve a Beatrice, Kormorán, Oi-kor, Magozott Cseresznye, Ossian, Cool Head Clan, a csíkszeredai Role, az erdélyi Transylmania, Stratégia, Egészséges Fejbőr és a Romantikus Erőszak zenekar.
- 2003. október 5-én a HVIM az Arad vármegyei Magyarpécskán tartott összejövetelt, majd másnap a mintegy 120 vármegyés felvonult Aradon, ahol a Mozgalom ismét fejet hajtott a vértanúk emléke előtt. 5-én este Toroczkai Lászlót és további 4 HVIM-tagot egy hatfős román fiatalokból álló banda támadott meg az RMDSZ székház előtt, ahol a szervezet a gyűlését tartotta. Toroczkaiék védekeztek, így verekedés alakult ki, melynek rövid idő múlva vége lett, a székházból ugyanis több vármegyés sietett a megtámadottak védelmére, így a románok megfutamodtak, majd rendőrökkel érkeztek vissza.
- 2003. október 11-én Budapesten megtartott Közgyűlésen a tagság új elnökséget választott. Az elnök Toroczkai László maradt, az új tiszteletbeli elnök a marosvásárhelyi 1990-es magyarellenes pogrom egyik áldozata, a 6 évig román börtönökben sínylődő Cseresznyés Pál, a Mozgalom alelnöke pedig Zagyva György Gyula lett.
- 2003. november 14-én a Mozgalom Szegeden tüntetett a Székely Nemzeti Tanács és az autonómiatörekvés támogatása érdekében, ahol fáklyás menet végén petíciót kíséreltek átadni a román konzulátus alkalmazottainak, de a vármegyéseket csak rendőrkordon várta.
- A Mozgalom vezetői átadták a budapesti Magyarok Házának dísztermében a Hatvannégy Vármegye Alapítvány által létrehozott Magyar Ellenállás díjat a 2003-as év kitüntetettjének, Cseresznyés Pálnak.
- 2003. december elsején a HVIM „Félelem- és hálózatmentes közéletet” címmel nagyszabású tüntetést szervezett a Nemzetbiztonsági Hivatal épülete elé. Ez volt az első tüntetés Magyarországon a titkosszolgálat ellen, amely a Mozgalom vezetői szerint durván beleavatkozik a HVIM és más nemzeti szervezetek életébe.
- 2004. január 6-án a Mozgalom elnöksége letette esküjét a Szent Korona színe előtt, az Országgyűlés épületében. Ezzel új korszak kezdődött a Mozgalom történetében.
- 2004 márciusában a koszovói helyzet miatt ismét kiéleződött Délvidéken a szerb–magyar ellentét. Szerb fiatalok kövekkel dobálták meg a szabadkai magyar iskolát, több magyar kisdiákot bántalmaztak, betörték az újvidéki színház ablakait. Ezzel egy időben súlyosan bántalmazták a Mozgalom szabadkai szervezetének egyik tagját, későbbi elnökét, Lavró Tihamért.
- 2004. március 27-én a HVIM hivatalosan is tiltakozik a nemzetközi fórumok előtt az egyre durvuló magyarellenes atrocitások ellen, s a Mozgalom délvidéki vezetői levélben szólítják fel a tétlenkedő Vajdasági Magyar Szövetséget (VMSZ), hogy álljon a sarkára. Lavró Tihamér az első bántalmazott, bátor délvidéki magyar fiatal, aki a nyilvánosság előtt is felvállalja a küzdelmet, így ettől a pillanattól kezdve, nem lehet többé szőnyeg alá söpörni a tragikus helyzetet.
- 2004. április 30-án a Mozgalom – a mai napig egyedüli szervezetként – nagygyűlésen tiltakozott a délvidéki magyarságot érő, egyre gyakoribb erőszakcselekmények ellen a délvidéki Óbecsén. A gyűlést követően a szervezet délvidéki vezetői petíciót adtak át a szerb rendőrség képviselőinek. Hogy a HVIM nagygyűlésének híre gyorsan eljutott a címzettekhez, az a tény mutatja a legjobban, hogy az óbecsei főszervezőket már négy nappal a rendezvény előtt bekérették a szerb nemzetbiztonsági szolgálathoz, ahol a legmagasabb rangú tiszt fogadta őket. A beszélgetés során a HVIM megmozdulásának szervezői természetesen nem tágítottak eredeti céljaiktól, a szerb belügyminisztériumot képviselő tiszt pedig ígéretet tett arra, hogy a rendőrség nem zavarja meg a nagygyűlést, sőt inkább a szerb szélsőségesektől fogja védeni a magyar fiatalokat, s biztosította a HVIM vezetőit, hogy átveszik a tiltakozó jegyzéket. A szerb belügyminisztérium képviselőjének ígéretéhez híven, április 30-a késő délutánján, a HVIM nagygyűlésének helyszínére az elsők között érkeztek meg a nagy erőkkel kivonuló szerb rendőrök, akik között ezúttal magyar nemzetiségűek is voltak. A rendőrség lényegében hermetikusan lezárta azt a városrészt, ahol a magyar fiatalok gyülekeztek, így azok a szerb szélsőségesek sem közelíthették meg a helyszínt, akik már a délután folyamán provokálták az Óbecsére érkező magyar rendszámú gépkocsikban utazókat.
- Magyarország EU-hoz való csatlakozásának apropóján, Nagyváradon egyedülálló ifjúsági kerekasztal-beszélgetést szervezett a Hatvannégy Vármegye Ifjúsági Mozgalom (HVIM) Erdélyi Szervezete. A fórumon a házigazda szerepét betöltő erdély-partiumi HVIM mellett, Vántsa Botond, a Fideszhez kötődő ifjúsági szervezet, a Fidelitas alelnöke, Nagy Ervin a Jobbik elnöke és Toroczkai László, a HVIM elnöke vett részt. A rendhagyó ifjúsági találkozó végül egy közös, a Fidelitas, a HVIM és a Jobbik vezetői által aláírt nyilatkozat elfogadásával zárult. Az állásfoglalás többek között kimondja, hogy az ifjúsági szervezetek felszólítják Magyarország kormányát, a magyarországi parlamenti pártokat, a leendő európai uniós képviselőket, hogy minden fórumon támogassák az Erdélyi Magyar Nemzeti Tanács (EMNT) autonómiatervezetét.
- A Kendermag Egyesület által 2004. május 9-én a budapesti Kossuth téren, az úgynevezett könnyű drogok legalizálása érdekében rendezett tüntetésen több száz ellentüntető is megjelent. Közöttük voltak a HVIM tagjai is, akik a Mozgalom elnökségének és tagságának akaratával és döntésével egyezően, jelenlétükkel a drogfogyasztók és a kábítószer-kereskedelem ellen tiltakoztak. Bár a vármegyések semmilyen jogszabályba ütköző cselekményt nem követtek el, s a Kendermag Egyesület által elfoglalt, s kordonnal körülvett területen kívül tartózkodtak, a drogosok kérésére a készenléti rendőrség tagjai mégis brutálisan megtámadták őket. A HVIM bizottsági elnökét, Kemenár Zoltánt több száz szemtanú és fotós előtt súlyosan bántalmazták, majd őrizetbe vették, s a rendőrség tagjai eközben meg is fenyegették. A jogszerűtlenül bántalmazott tagtársa segítségére siető másik HVIM-tagot, a budapesti szervezet elnökét, dr. Borbola Krisztiánt szintén őrizetbe vették, s ellene hivatalos személy elleni erőszak vádjával indítottak eljárást.
- A Mozgalom Délvidéken megkezdte kampányát és politikai küzdelmét a szervezet koncepciójának, a Délvidéki Társnemzeti Régió (DTR) megvalósításának érdekében. A vármegyés aktivisták rövid idő leforgása alatt mintegy tízezer, magyar, szerb és horvát nyelvű szórólapot osztottak ki a Régió területén, amelyen a DTR koncepcióját ismertetik és népszerűsítik.
- 2004. május 27-én a HVIM tagjai Újvidéken sajtótájékoztatóval egybekötve, röplapokat osztogattak, amelyben a Délvidéki Társnemzeti Régió létrehozását szorgalmazzák. Mint ahogy Toroczkai László és Rókus László, a mozgalom vajdasági koordinátora az újvidéki utcán tartott sajtótájékoztatón újságíróknak elmondták, azt az elképzelést képviselik, hogy Vajdaság északi része – ahol a lakosság 70 százalékát nemzeti kisebbségek alkotják –, külön régió legyen. A Magyar Szó székháza előtt adott sajtónyilatkozatában Toroczkai László kijelentette, hogy az újvidéki utcán megtartott, rendhagyó sajtótájékoztatóval erkölcsi támogatást szerettek volna nyújtani a szerb médiumok és politikusok által a honvédtalálkozó megrendezése miatt megtámadott Magyar Szó című napilap főszerkesztőjének és igazgatójának. Toroczkai Újvidéken a szerb újságoknak nyilatkozva elmondta azt is, hogy a HVIM egyfajta önrendelkezési régió kialakítására törekszik, az erről szóló szórólapokat szétosztotta az újságíróknak. Egeresi Sándor, a vajdasági Szkupstina alelnöke a parlament nevében elhatárolódott az eseményektől. A parlament szerb nemzetiségű elnöke viszont a szerb sajtón keresztül üzente, inkább tárgyalni kellene a HVIM koncepciójáról.
- 2004. május 28–29-én rendezte meg először a Mozgalom a Felvidéki Magyar Szigetet, a Vág folyó partján fekvő Kamocsán. A 84 esztendővel ezelőtti trianoni békeparancs óta először rendeztek az elszakított északi területeinken a gúnyhatárok létét semmibe vevő, több ezer embert megmozgató rendezvényt. A kétnapos fesztiválon többek között fellépett a Beatrice, a P. Mobil, a Magozott Cseresznye, a Rómeó Vérzik, és még számos felvidéki zenekar. Volt íjászat-oktatás és történelmi előadás is. A felvidéki HVIM-es szervezők az esős időjárás ellenére is rendkívül sikeres rendezvényt követően azonnal bejelentették, hogy a jövőben – hasonlóan a HVIM kismarosi táborához és a trianoni felvonuláshoz – minden évben megrendezik Felvidéken is az ifjúságot eggyé kovácsoló, s nemzeti öntudatában megerősítő Magyar Szigetet, ezzel hagyományt teremtve.
- A budapesti Regnum Marianum-kereszt tövében június 4-én 16 óra 30 perckor (a békediktátum 84 évvel ezelőtti aláírásának időpontjában) mintegy ezer bőrig ázott fiatal és néhány fiatal szívű idősebb magyar gyülekezett, hogy a 2004-es esztendőben is részt vegyen a Hatvannégy Vármegye Ifjúsági Mozgalom (HVIM) által, „Mossuk le a gyalázatot!” címmel szervezett tiltakozó és emlékeztető felvonuláson. A menet élén haladó az 56-os forradalmat idéző, zöld színű Csepel típusú tehergépkocsi platóján katonaruhás, álarcos fiatalok álltak, akik palesztin, ír, baszk és csecsen zászlókat tartottak, majd számos magyar zászló között, ezekkel a lobogókkal az élen vonultak fel Franciaország és a trianoni utódállamok követségei elé. A petíciókat, amelyeket a helyi HVIM-vezetők olvastak fel, ebben az évben sem vették át a nagykövetségek alkalmazottai.
- 2004 júliusában hirdették ki a Mozgalom által kiírt Hazám című rajzpályázat eredményeit. A négy korcsoportban, 6–16 éves kor között, megrendezett pályázatra az egész Kárpát-medence területéről mintegy ötszáz rajz és festmény érkezett. A díjazottak csodálatos munkái még a zsűri tagjait is meglepték. A négy korcsoport győztesei, mohácsi, szikszói, szarvasi és rimaszombati fiatalok lettek. A legtöbb pályamunkát egy budapesti, két óbecsei és egy debreceni általános iskola tanulói küldték.
- 2004. augusztus 11–17. között került megrendezésre a IV. Magyar Sziget, amely ebben az évben már mintegy nyolcezer fiatalt vonzott a Kárpát-medence valamennyi területéről. Az egyértelműen a legnagyobb nemzeti ifjúsági fesztivállá előlépő Magyar Szigetre ebben az évben, bár ugyanabban a Verőce és Kismaros közötti völgyben, ám mégis máshol, egy új, gyönyörű táborban került sor. Érdekes módon ugyanis a korábbi KISZ-táborra hirtelen akadt egy információink szerint idegen vevő, aki nem engedélyezte a völgy délkeleti részén a Magyar Sziget megrendezését. A fesztiválon ebben az évben már két helyszínen folytak az előadások, olyan szaktekintélyekkel, mint Jankovics Marcell, Raffay Ernő, Z. Kárpát Dániel, Ungváry Zsolt, Csáky Zoltán, Für Lajos, Vass Krisztián, Drábik János, Wittner Mária, az erdélyi nagy nevű író, György Attila, Grandpierre Attila és mások részvételével. Az esti koncerteken az Ismerős Arcok, P. Mobil, Pokolgép együttes, a kárpátaljai Credo, Egészséges Fejbőr, Romantikus Erőszak, Oi-kor, a Kormorán, a Mozgalommal szinte összenőtt Kárpátia együttes, a korábbi Magyar Szigeten felfedezett erdélyi TransylMania, a nemzetközi európai fesztiválokon is a magyarokat képviselő, s hazánk legnépszerűbb zenekarává váló Nox, a felvidéki Rómeó Vérzik, az elmaradhatatlan Beatrice, és még sokan mások.
- A IV. Magyar Szigetet követően a HVIM mintegy egymillió forintot adományozott a Bethlen Farkas polgármester és a HVIM kezdeményezésére létrejövő, egyházi tulajdonú, kifejezetten keresztény-nemzeti oktatást folytató verőcei általános iskolának, amelyet a Hatvannégy Vármegye Alapítvány is támogat.
- 2004 szeptemberében a szervezet délvidéki vezetői bejelentették, hogy a HVIM is indul a szeptember 19-én sorra kerülő választásokon, s jelölteket állít a VMSZ után a legerősebbnek számító párt, a Vajdasági Magyar Demokrata Párt (VMDP) listáin, s így a szervezet – a kialakult vészterhes és történelmi helyzetre hivatkozva – most már közvetlenül is részt kért a délvidéki magyarság irányításából. Ezt a mozgalom vezetői azon a sajtótájékoztatón jelentették be, amelyet Kostunica elnök látogatásával egy időben rendezett a Vajdasági Magyar Demokrata Párt (VMDP) és a Hatvannégy Vármegye Ifjúsági Mozgalom (HVIM) Szabadkán, a Szabadegyetem épületében. László Gyula, a VMDP képviselője elmondta: Szabadkán 45 képviselőjelölttel indulnak a tartományi választásokon, polgármesterjelöltjük pedig Sepsey Csaba.
- A szerbiai választásokon a HVIM által Kishegyes és Szabadka választási körzetében állított jelöltek kivétel nélkül mandátumhoz jutottak, mutatván a Mozgalom délvidéki támogatottságát. A Magyar Szó című napilap közvéleménykutatása szerint, a megkérdezett délvidékiek 67 százaléka támogatja a Mozgalmat.
- A Mozgalom 2004. szeptember 24-én Budapesten, Szerbia és Montenegró nagykövetsége előtt a délvidéki magyar nemzetrész mellett, mintegy ezer fő részvételével, szimpátiatüntetést tartott. A tömeg vastapssal köszöntötte a felszólaló szabadkai HVIM-vezetőt, Lavró Tihamért, a délvidéki hőst, aki márciusban elsőként tárta a világ közvéleménye elé, hogy magyar nemzetisége miatt bántalmazták szerb szomszédai. A fiatalembernek eltörték az állkapcsát, de ez sem tántorította el attól, hogy beszámoljon a világnak a szerb hatóság kettős mércéjéről, a magyarverőkkel kapcsolatos „toleranciájáról”. A tüntetésen fellépett a Kárpátia zenekar is, és felszólaltak a HVIM vezetői, s jelen volt Cseresznyés Pál, a marosvásárhelyi hős, a Mozgalom tiszteletbeli elnöke is.
- 2004 októberétől a HVIM elkezdte a Kárpát-medence több pontján (először Felvidéken és Erdélyben) Koltay Gábor Trianon című dokumentumfilmjének vetítését.
- 2004. október 9-ére virradó éjjel egy szabadkai megbeszélésről a délvidéki HVIM ludasi gyűlésére utazó Toroczkai Lászlót és egy társát, miután kiszálltak autójukból, egy hétfős szerb banda támadta meg Palicson. Magyarságuk miatt kezdték szidalmazni őket, majd miután Toroczkai visszaszólt, rájuk rontottak. A súlyosabb verésnek a kiérkező szerb rendőrök vetettek véget, akik azonban a szerb támadókat vették védelmükbe. Toroczkai négy társával később visszatért a helyszínre, ahol újra verekedés tört ki a hét szerb és öt magyar között. A verekedés után két szerb támadót mentővel szállítottak a szabadkai kórházba, a többiek könnyebb sebesülésekkel megúszták.
- 2004. október 22-én, előzetes telefonos jelzés után, Toroczkai László szabadkai ügyvédje társaságában önként jelentkezett a szabadkai szerb rendőrkapitányságon, miután a hatóságok körözést adtak ki ellene az október 9-i verekedés miatt. A rendőrfőnök azonban hazaküldte Toroczkait, mondván, hogy jöjjön vissza a jövő héten. Már ekkor sejteni lehetett, hogy előre megírt forgatókönyv alapján „valami készül”.
- 2004. október 23-án rendezte meg a HVIM a délvidéki Kishegyesen az immár hagyományosnak számító 56-os nagygyűlést, ahol a megemlékezés szónokai hitet tettek a magyarság megmaradása mellett, és jelezték, hogy az ott élők kitartása, nemzeti identitástudatuk megőrzése példaértékű lehet az anyaországiak számára is. A kishegyesi óvodások szívhez szóló műsora, hazafias, lelkesítő szavalatok is színesítették a tömegrendezvényt, ahol hatalmas sikerű koncertet adott a Kárpátia zenekar. A HVIM Budapestről induló különbusza csak szigorú rendőri, illetve határrendészeti intézkedéssorozat után érkezhetett meg Kishegyesre.
- A kishegyesi rendezvényt követően a szerb média és a belgrádi kormány soha nem látott támadást indított a HVIM ellen. A hajszát a nyilvánosság előtt Rasim Ljajics, a szerb kormány kisebbségügyi minisztere vezette, aki szerint a HVIM aktivistái fasiszta egyenruhákban meneteltek, és félelemben tartották a kishegyesi és környékbeli szerb lakosságot. A szerb lapok Toroczkait idézték, aki beszédében kijelentette, hogy „Délvidék megszállt terület”, és „senki sem élhet rabszolgaságban saját szülőföldjén”. A politikusok ezek miatt a kijelentései miatt a HVIM elnöke ellen azonnali eljárásokat sürgettek. Néhány napig szinte a csapból is a HVIM folyt Szerbiában.
- A rendőrség kérésének megfelelően Toroczkai László – szabadkai ügyvédje társaságában – 2004. október 26-án ismételten önként jelentkezett a szabadkai rendőrségen, ahol ezúttal már nem bántak vele kesztyűs kézzel. Útlevelét elvették, majd átszállították a bíróságra, ahol két napig kihallgatták, majd gyorsított eljárásban meghozták az ítéletet, miszerint a verekedést kezdeményező szerb férfit és Toroczkai Lászlót 1000-1000 dináros pénzbüntetésre ítélték. Az ügy érdekessége, hogy a rendőrség a HVIM szabadkai elnökét, Lavró Tihamért is a vádlottak padjára citálta, ám a szemtanúk egybehangzó állítása után a szerb bírónő is elismerte, hogy Lavró az összecsapáskor nem is tartózkodott a helyszínen, így őt felmentették. Ezt követően azonban négy fegyveres szerb különleges rendőr rontott be a tárgyalóterembe, s a szerb bírónő ellenkezése dacára Toroczkait elhurcolták a bíróság épületéből. Fegyveres kísérettel, rendőrautóban szállították a HVIM elnökét a központi rendőrségre, ahol már várták a belgrádi nemzetbiztonsági szerv emberei. Ezután ismét rendőrautóba kényszerítették, majd a kelebiai határra szállították, és egy évre kitiltották Szerbia területéről. A jogellenes kitiltás tényét Toroczkai útlevelébe is beütötték, s külön írásos határozatot is adtak róla. Ezt a HVIM elnökének szabadkai ügyvédje bírósági úton ugyan megtámadta, de a szerb államot Szerbiában perelni nem könnyű dolog, a fellebbezést végül elutasították.
- 2004 novemberében tartotta meg III. Közgyűlését a HVIM, ahol megváltoztatták a Mozgalom korábbi jelmondatát, a „Lelkünk Istene a szabadság!”-ot. Az új jelszó: „Hit, Hűség, Bátorság!” Ezen a közgyűlésen osztották ki először a kiemelkedő és önfeláldozó tettet végrehajtó HVIM tagoknak a Dugovics Titusz-díjat és a Mozgalom céljainak érdekében kiemelkedő munkát végzőknek a Diploma Ferrumot. A Dugovics Titusz-díjat a szabadkai Lavró Tihamér és a tagtársát a rendőrök gumibotjaitól testével védő budapesti dr. Borbola Krisztián kapta. Ezen a Közgyűlésen választották elnökségi taggá a Mozgalom délvidéki vezetőjét, Kispalkó Szilvesztert.
- A HVIM aktivistái kampánnyal – munkával és propagandával – segítették a Magyarok Világszövetsége által kezdeményezett népszavazási küzdelmet, az elszakított területeken élő magyarok kettős állampolgárságával kapcsolatban.
- A HVIM fiatal költők számára hagyományteremtő céllal – Nem akarok gyáva csendet címmel – verspályázatot írt ki. A verseny célja, hogy a „határtalan” hazaszeretet érzését táplálja és gazdagítsa a határokkal szétszabdalt magyarság szívében.
- 2005. január 25-én a HVIM szabadkai tagszervezete bemutatta a Magyar Jelen című hetilap délvidéki rovatvezetőjének, Rácz Zoltánnak A gonosz értetek jött c. könyvét. A könyv a délvidéki magyarság aljas, áruló vezetőit leplezi le, groteszk írásmódja hűen tükrözi a délvidéki helyzetet.
- A HVIM délvidéki szervezete február 8-án óriási sikerrel, színültig telt termek és több ezer néző előtt, mutatta be – Délvidéken elsőként – Koltay Gábor nagy vihart keltett, a román hatalom és a magyar nemzetárulók által száműzött dokumentumfilmjét, a Trianont.
- 2005. március 25-én véget ért a Mozgalom délvidéki szervezete által rendezett „Őseink Nyomában” elnevezésű nemzeti fafaragó- és gyermekrajz-kiállítás körútja. A kiállítás miatt a szerb hatóságok eljárást indítottak a szervezők ellen.
- Mohácson 2005. április 24-én a katolikus templomban megkeresztelték az első Magyar Sziget-babát, Emesét. A féléves kislány szülei, egy mohácsi lány és egy nagyváradi fiú a II. Magyar Szigeten ismerkedtek meg egymással, az árvízi védelem idején. Azóta összeházasodtak, s nemrégiben megszületett első, említett gyermekük. A család Emese keresztapjának Toroczkai Lászlót, a Magyar Sziget alapító-főszervezőjét kérte fel, aki örömmel elvállalta a megtisztelő és kellemes kötelezettséget. A keresztelő érdekessége, hogy az újjászületést jelentő szertartásra a magyar nemzet nagy tragédiájának helyszínén, Mohácson, s éppen a rossz szellemek elűzésének napján került sor. Mint utólag kiderült, mindez csupán a véletlen műve volt, ha egyáltalán léteznek véletlenek…
- Gyurcsány Ferenc magyarországi miniszterelnök és Kasza József, a Vajdasági Magyar Szövetség (VMSZ) elnöke május 28-án közösen avatta fel Szabadkán a Magyar Házat. A helyi HVIM transzparensekkel, zászlókkal vonult fel, hogy emlékeztesse a miniszterelnököt december 5-re, és hogy nem szívesen látják Délvidéken. A szabadkai tüntetőket a szerb rendőrség brutális körülmények között, rabszállító kocsin, a rendőrségre vitette, majd három órán át kihallgatták őket.
- 2005. május 28–29-én került sor a II. Felvidéki Magyar Szigetre, ezúttal a Dunaszerdahelyhez közeli Nádszeg település mellett lévő tábor területén. Az óriási sikerrel zárult rendezvényen mintegy 4 és fél ezer, nagyrészt felvidéki fiatal vett részt. Ebben az évben is fellépett a Beatrice, a P. Mobil és a Rómeó Vérzik zenekar, de ott volt a Csemadok néptánc együttese, s további tucatnyi felvidéki és magyarországi fellépő. A felvidéki HVIM-nek köszönhetően a közönség lovas-íjász bemutatóban is gyönyörködhetett, és több előadást is meghallgathatott történelmünkről, hagyományainkról.
- Minden idők legnagyobb létszámú Trianon-ellenes fáklyás felvonulását tartotta 2005. június 4-én a Hatvannégy Vármegye Ifjúsági Mozgalom (HVIM). A sorrendben negyedik fáklyás felvonuláson 8 ezer fősre becsült, az elszakított területeken élő testvéreink érdekében komoly erőt, a soviniszta megszállók számára pedig figyelmeztetést jelentő tömeg vett rész. A felvonuláshoz ebben az esztendőben a Jobbik Magyarországért Mozgalom is mint társszervező csatlakozott, de a megmozdulást további féltucat szervezet támogatta.
- 2005. július 5-én a magyargyűlölő, soviniszta, neonáci szlovák szervezet, a Slovenska Pospolitost (Szlovák Testvériség) provokációs céllal szervezett nagygyűlést a felvidéki magyarság szellemi központjának számító Komárom északi részén. Ez volt az a szervezet, amely június 4-én – román, szerb és orosz partnerszervezetekkel együtt – Trianont éltető egyenruhás felvonulást tartott Rozsnyó városában, s ennek során a szervezet vezetője leköpte a nemrégiben ismét felállított Kossuth-szobrot és az ott elhelyezett piros-fehér-zöld szalaggal díszített koszorúkat. Július 5-én a Hlinka-gárda egyenruhájára emlékeztető fekete uniformist viselő Slovenska Pospolitost mintegy 30–40, buszokkal a városba szállított híve jelent meg Észak-Komáromban, a Matica Slovenska székháza előtt, s transzparenseiken és szónokaikon keresztül éles kirohanásokat intéztek a magyarság ellen. A soviniszta gyűlésnek azonban váratlanul vége szakadt, mivel mintegy 40–50 magyar ellentüntető – közöttük 20 HVIM tag – jelent meg, akik „vesszen Trianon”, „ria-ria-Hungária” jelszavakat skandáltak. A magyar himnusz eléneklése után azonban a szlovák rohamrendőrség szétverte a magyar csoportot, s négy magyart őrizetbe vett. A HVIM székesfehérvári elnöke az összecsapásban, gumibotok ütéseitől, a fején sebesült meg. A Slovenska Pospolitost tagjai sietve elhagyták Komáromot, a buszukhoz a szlovák rohamrendőrség védelme alatt tudtak csak eljutni. Annak érdekében, hogy 2006-ban ne ismétlődhessen meg a provokáció, a HVIM komáromi szervezetén keresztül már néhány nappal később rendezvényt jelentett be a szlovák rendőrségnél az incidens helyszínére, a Stefanik-szobor körülötti térre.
- Kihirdették a HVIM által kiírt – Nem akarok gyáva csendet című – irodalmi pályázat eredményeit. A zsűri szakértő tagjai dr. Lisztóczky László, dr. Medvigy Endre, dr. Ungvári Tamás voltak. A Kárpát-medence minden tájáról érkezett nevezéseket elbíráló zsűri által legjobbnak ítélt vers a húszéves, budapesti Bern Andrea költeménye, a Fekete lobogó helyett című mű lett. Az ünnepélyes, díjátadóval egybekötött eredményhirdetésre az V. Magyar Szigeten került sor, augusztus 6-án.

2006-ban a HVIM több mint 40 000 kötetnyi könyvadománnyal támogatta a délvidéki magyar iskolákat. 2007. június 4-én meghirdették a „Remény háza programot”, melynek keretében a szórványságban élő magyarok számára vásárolnak ingatlanokat, amelyeket olyan magyar nemzetiségű pároknak, családoknak adnak használatra, akik vállalják gyermekeik magyar nyelvű oktatását.